# Comuna Dmîtrivka, Berdeansk
Dmîtrivka (în ucraineană Дмитрівка) este o comună în raionul Berdeansk, regiunea Zaporijjea, Ucraina, formată din satele Dmîtrivka (reședința) și Șevcenka.

## Demografie
Componența lingvistică a comunei Dmîtrivka
     Rusă (60,69%)
     Ucraineană (37,39%)
     Alte limbi (0,71%)
Conform recensământului din 2001, majoritatea populației comunei Dmîtrivka era vorbitoare de rusă (60,69%), existând în minoritate și vorbitori de ucraineană (37,39%).